# 罗山寺塔
罗山寺塔位于陕西省渭南市合阳县和家庄镇东马村乳罗山东峰上，又称岱堡塔，1982年被列为合阳县文物保护单位，1992年被列为第三批陕西省文物保护单位，2013年被列为第七批全国重点文物保护单位。
罗山寺早已不存，仅存遗址和塔。罗山寺塔为楼阁式砖塔，空心，平面呈方形，边长6.66米，原有九层，现残存七层半，残高30米。塔内原有木梯，毁于清同治年间陕甘回乱。根据建筑风格判断，罗山寺塔应建于唐代。